# Air Traffic Control System Command Center
Air Traffic Control System Command Center (ATCSCC)
er en del af Federal Aviation Administration (FAA) lufttrafikkontrolsystem, og er beliggende i Warrenton, Virginia (Vint Hill Farms Station) siden det blev flyttet dertil i 2011 fra Herndon, Virginia. 